# Slip coach

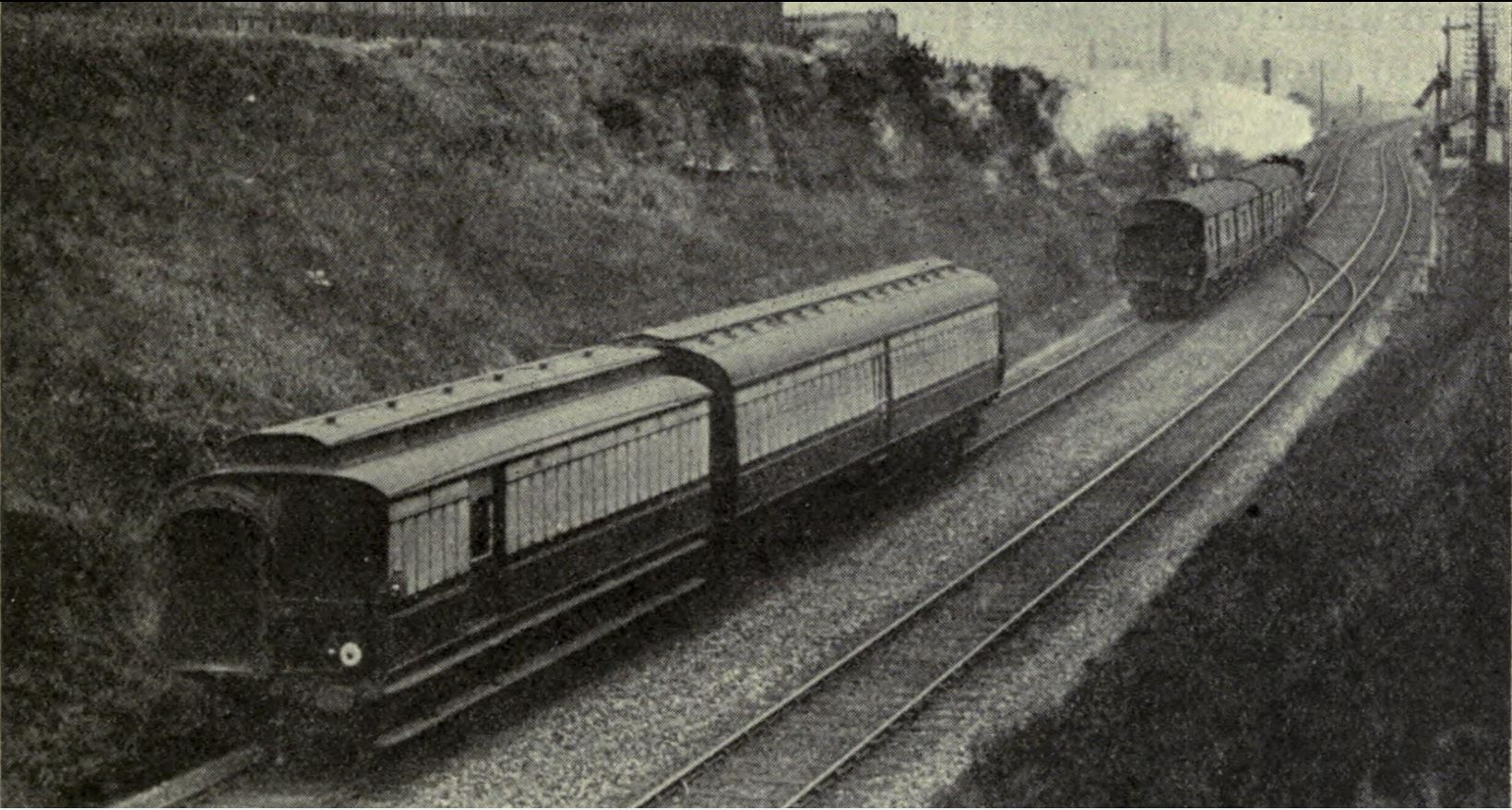
Largage de deux wagons par un train express postal qui ne s'arrête pas dans la prochaine gare

Un slip-coach (littéralement une « voiture largable ») était, pour les compagnies de chemin de fer britanniques et irlandaises, une voiture conçue pour être découplée en marche à partir d'un train express ; puis être ralentie par un opérateur, en utilisant le système de frein embarqué, jusqu'à la gare suivante. 

## Caractéristiques
Cet équipement permettait aux passagers de descendre dans une gare intermédiaire sans avoir à arrêter le train principal, ce qui améliorait son temps de trajet. À une époque où les compagnies ferroviaires étaient en concurrence, elles pouvaient ainsi proposer les temps de trajet le plus court possible, en évitant les arrêts intermédiaires.
Certain trains pouvaient larguer successivement différentes voitures dans les gares qui se succédaient le long du parcours, et parfois une rame de plusieurs voitures était découplée dans une gare plus importante. Dans certains cas, après l'arrêt à la station intermédiaire, la voiture était attelée à une locomotive pour desservir un embranchement afin que les passagers n'aient pas à changer de train. Des voitures spécialisées ont été conçues, généralement composées de compartiments destinés aux différentes classes de voyageurs, et d'un local destiné au système de freinage et au transport des colis.
En sens inverse le train devait s'arrêter dans les gares intermédiaires pour qu'on accouple ces voitures.

## Histoire
La première tentative de largage a été réalisée à Haywards Heath par la compagnie London, Brighton and South Coast Railway (en) en mai 1858. L'amélioration de l'accélération des trains, l'introduction des rames automotrices non séparables, et le coût de main-d'œuvre ont entrainé la disparition de cette pratique au milieu du XXe siècle.
La Southern Railway a abandonné le largage en 1932, à l'occasion de l'électrification de la Ligne principale de Brighton (en). La dernière manœuvre fut réalisée par la Western Region of British Railways (en) à Bicester North (en) le 10 septembre 1960.
Selon les standards actuels de sécurité, cette pratique peut être considérée comme hasardeuse. Elle a pourtant été réalisée par de grandes compagnies ferroviaires pendant des décennies sans causer d'accidents.